# Gumersindo Andrés López
Gumersindo Andrés López (Cartagena, 26 de març de 1938 - Madrid, 29 de març de 2019) fou un dissenyador de vestuari de cinema espanyol, candidat quatre vegades al Goya al millor disseny de vestuari, tot i que no en va guanyar cap.
Va començar a treballar en un banc, però el 1958 ho va deixar per dedicar-se al cinema com a ajudant del director artístic Pierre Schild a La quiniela, d'Ana Mariscal. Va treballar com a ajudant del director artístic de Teddy Villalba i José Algueró fins a la dècada del 1970, en que s'encarregà del disseny de vestuari, creant els decorats i figurins per José Luis Garci, Eloy de la Iglesia, Manuel Summers, Antonio Giménez-Rico, Juan Antonio Bardem, Francisco Regueiro i Mariano Ozores. També va treballar en el disseny de vestuari de sèries de televisió com La señora García se confiesa (1976), Las pícaras (1983), Turno de oficio (1987) i ¡Ay, Señor, Señor! (1994), entre d'altres.
Fou candidat al Goya al millor disseny de vestuari per Madregilda (1993), El abuelo (1998), You're the One (una historia de entonces) (2000) i Historia de un beso (2002)

## Filmografia parcial
- El hombre en una tierra salvaje (1971)
- La noche de Walpurgis (1971)
- Comando Txikia: Muerte de un presidente (1978)
- Misterio en la isla de los monstruos (1981)
- La patria del rata (1981)
- Mil gritos tiene la noche (1982)
- Eliminators (1986)
- El disputado voto del señor Cayo (1986)
- Tiempo de silencio (1986)
- Espérame en el cielo (1988)
- Timeline (1989)
- Yo me bajo en la próxima, ¿y usted? (1992)
- Madregilda (1993)
- La herida luminosa (1997)
- El abuelo (1998)
- You're the One (una historia de entonces) (2000)
- Historia de un beso (2002)